# Lannédern
Lannédern är en kommun i departementet Finistère i regionen Bretagne i västra Frankrike. Kommunen ligger i kantonen Pleyben som tillhör arrondissementet Châteaulin. År 2022 hade Lannédern 321 invånare.

## Befolkningsutveckling
Antalet invånare i kommunen Lannédern
Referens:INSEE